# Нюмылгавож
Нюмылгавож — река в России, протекает по Троицко-Печорскому району Республики Коми. Устье реки находится в 52 км от устья Нюмылги по правому берегу. Длина реки составляет 31 км.
Исток реки в лесах в 25 км к юго-западу от Троицко-Печорска. Река течёт от истока на юг, ниже поворачивает на юго-восток, затем — на северо-восток. Всё течение проходит по ненаселённому, всхолмлённому, таёжному лесу.
Высота устья — 121 над уровнем моря.
Название реки восходит к устаревшему корню языка коми «нёма» или «нимол» (заяц) и означает «приток заячьей реки».

## Данные водного реестра
По данным государственного водного реестра России относится к Двинско-Печорскому бассейновому округу, водохозяйственный участок реки — Печора от истока до водомерного поста у посёлка Шердино, речной подбассейн реки — Бассейны притоков Печоры до впадения Усы. Речной бассейн реки — Печора.
Код объекта в государственном водном реестре — 03050100112103000060078.